# Gestion ACE Aviation
Gestion ACE Aviation Inc. est une entreprise canadienne de portefeuille de placements pour des sociétés du secteur de l'aviation commerciale qui est l'ancienne société mère d'Air Canada.
Au 27 février 2020 le titre (code ACE) n'est plus coté à Toronto